# Конур-Олён
Конур-Олён (кирг. Коңур-Өлөң) — село в Тонском районе Иссык-Кульской области Кыргызстана. Входит в состав Кель-Терского аильного округа. Код СОАТЕ — 41702 220 806 03 0.

## Население
По данным переписи 2009 года, в селе проживало 1518 человек.
В селе проживают представители племени Саяк. Внутри саяков Чон Каба-Бостери-Элтинди-Асан-Каракучкач. Все жители села относятся к подроду Каракучкач. Часть Каракучкачов живут также в селе Кара-Коо.